# Замок Портел
Замок Портел (порт. Castelo de Portel) — средневековый замок в поселке Портел округа Эвора Португалии. Занимает доминирующее положение над посёлком. Поблизости расположены Церковь Истинного Креста, пещеры Алгар и плотина Алькева.

## История
Хотя регион богат археологическими находками, время начала освоения его человеком остается неясным. Топоним Portel Mafomede утвердился во времена короля Афонсу III (1248—1279) и, очевидно, имеет мусульманские корни.
Во время Реконкисты на Пиренейском полуострове окрестности Портела были включены в домен Эвора и пожалованы королём Афонсу III дворянину Жуану де Абоиму в 1257 году. Абоим был майордомом королевства и был награждён землями за поддержку короля в смуте, последовавшей за смертью Саншу II (1223—1248). В 1257 году монарх направил письма знати Эворы, прося принять Абоима с почтением. В 1261 году он разрешил строительство замка.
Строительные работы продолжались при Динише I (1279—1325), когда после конфликта между наследниками Абоима его вдова передала замок и деревню в королевскую казну. После этого король инициировал строительство крепостной стены вокруг деревни.
В контексте кризиса 1383—1385 годов Фернанду Гонсалвеш де Соуза, алькальд Портела, принял сторону Кастилии и, опасаясь недовольства жителей, заперся в замке. В ноябре 1384 года коннетабль Португалии Нуну Альвареш Перейра при помощи клирика Портела Жуана Матеуша вошёл в деревню и добился сдачи замка. После победы при Алжубарроте Портел был включён в домен герцога Браганса и пожалован Перейре.
Позже, во времена правления короля Мануэля I, посёлок и его замок были изображены в «Книге крепостей» (1509). В то время замок был перестроен и укреплен барбаканом (1510).
Потеряв к XIX веку свою оборонительную функцию, замок был постепенно заброшен, пока не превратился в руины.
23 июня 1910 года замок был объявлен национальным памятником и в 1938 году перешел под опеку Генерального директората по вопросам национальных зданий и памятников (DGEMN). В замке начались реставрационные работы. Так, в феврале 1998 года, при поддержке Фонда Браганса, были восстановлены цилиндрическая башня дворца и часть стены, которая грозила обрушиться. Реконструкция замковых укреплений продолжается и по сей день.

## Архитектура
Замок построен в готическом стиле и имеет семиугольную форму, стены усилены круглыми башнями по углам. Его форма и планировка, вероятно, были задуманы под впечатлением от Анжерского замка во Франции. Донжон замка внушительный, четырехугольной, высотой около двадцати пяти футов, разделенный внутри на два этажа. Нижний этаж служил в качестве тюрьмы.
Донжон защищает северные ворота, имеющие остроконечную арку. Ворота расположены напротив ворот Porta de Beja на южной стороне, что создает внутреннюю ось замка. Имеется еще трое ворот, в том числе Porta do Relógio и Porta do Outeiro. Во внутреннем дворе расположены цистерна и останки часовни Святого Винсента и дворца.
Средневековая деревня под стенами замка не сохранилась. Защита замка была дополнена барбаканом, перестроенным по приказу короля Мануэля I, о чем свидетельствует надпись над воротами.